# Andrònic Asen
Andrònic Asen Zaccaria era un senyor franc del Principat d'Acaia, un sector del Peloponès. Formava part de la família genovesa dels Zaccaria.
El 1382 va succeir al seu pare Centurió I Zaccaria a la baronia de Kalanutza, la de Veligosti a Messènia i la de Damala a l'Argòlida i altres possessions menors i a la senyoria d'Arcàdia, heretada de son sogre. Va ser conestable d'Acaia l'any 1391. Era també cunyat d'un dels capitans de la Companyia navarresa, el Vicari general Pere de San Superano, casat amb Maria Zaccaria, germana d'Andrònic.
L'any 1396 va ser vençut i capturat juntament amb Pere de San Superano, pels Romans d'Orient que governaven al Despotat de Morea, però va ser alliberat al cap d'uns mesos quan els venecians van pagar un rescat de 50.000 perpres pels dos presoners.
Es va casar amb una dona de nom desconegut de la família Le Maure, nobles del Principat d'Acaia. Va tenir quatre fills: 
- Erard Zaccaria, Baró d'Arcàdia (+1404),
- Asen Centurió II Zaccaria (+1432).
- Benet Zaccaria documentat entre 1412 i 1418.
- Esteve Zaccaria (+ 8 Apr 1424), arquebisbe de Patres l'any 1404, esmentat en una carta veneciana el 28 de febrer de 1422

Andrònic va morir el 1402 i el va succeir Erard, que va morir el 1404 i va pujar al poder com a regent el seu germà Centurió II Zaccaria, ja que els fills d'Erard eren infants, però va usurpar la corona i es va casar amb una princesa dels Tocco que dominaven Lèucada i Cefalònia i l'Epir.